# 아시아산림협력기구
아시아산림협력기구(亞世亞山林協力機構, 영어: Asian Forest Cooperation Organization, AFoCO)는 지속가능한 산림경영과 산림부문에서의 기후변화 영향 대응을 실현하기 위하여 검증된 기술 및 정책을 현장 중심의 활동으로 실천하고 지역산림협력을 강화하기 위해 설립된 국제기구이다.
한국과 아세안 10개국간 협력체제로 시작하였으나 회원국 범위를 확대하여 현재 부탄, 동티모르, 몽골, 카자흐스탄, 키르기스스탄, 타지키스탄도 참여하고 있다. 주요 협력분야는 황폐지 녹화, 사막화 방지, 훼손된 산림 생태계 복구 등 산림 재해 방지, 산림의 지속 가능한 이용, 산촌주민 생계 개선, 산림 전문가 능력 배양, 기술 이전과 연구개발 등이다. 사무국은 서울특별시 영등포구 여의도 내에 위치하고 있다. 2018년 4월 27일부로 회원국 범위를 범아시아로 확대하는 협정이 발효되었다.

## 연혁
- 2009년 제주 한-아세안 특별정상회의에서 '기후변화 대응을 위한 국제기구 설립'제안[8]
- 2012년 8월 5일 아시아산림협력기구 한-아세안산림협력 체제 출범[9]
- 2013년 2월 5일 아시아산림협력기구 사무국 개소[10]
- 2018년 4월 27일 아시아산림협력기구 설립 협정 발효[7]
- 2018년 11월 13일 창립총회 개최[11]
- 2020년 12월 UN총회 옵서버 지위 획득
- 2021년 4월 OECD DAC 적격기구 인증
- 2021년 7월 대한민국 정부와 아시아산림협력기구 간의 본부협정 발효

## 사업

### 지역협력사업
지역협력사업은 지역산림협력의 모델을 제시하고 아세안의 기후변화 및 녹색성장의 역량강화에 기여할 수 있도록 한다.
- 시범사업, 전문기술공유, 능력배양을 통한 산림생태계 복원
- 산림자원평가 및 기후변화 대응 지역주민 참여 강화 사업
- 종자수급개선 모델림조성사업
- 원격탐사기술을 활용한 지역주민 참여형 산림관리
- 지역주민 소득증진을 위한 고부가가치 수종 개발
- 훼손 산림생태계의 멸종위기 식물종 증식 보전
- 지속가능한 자연자원경영을 위한 경관복원접근 역량 강화
- 북부 산간지역 황폐지 조림을 위한 수종개선사업
- 소규모 사유림 등록 사업
- 산림복원을 위한 혼농임업 모델 개발
- 지속가능한 지역 기반 공동체 기업 조성사업
- 산림관리 지역 내 공동체를 통한 목재생산의 수직적 통합촉진사업
- 티크 조림지의 병해충 관리 및 산사태 방지 사업
- 마을기업과 산림보전을 통한 산촌주민 소득향상 모델숲 조성
- 지속가능한 개발에 따른 열대림 관리 및 생물다양성 보전 역량강화 추진 사업
- 카르티엔 국립공원 산림생태 다양성 자원의 보전 및 개발
- 침엽수림 Adelgid 해충 분포 및 재발방지 연구
- 혹병 매개충에 대한 Saxaul 저항성 조사

### 랜드마크 프로그램
랜드마크 프로그램은 아세안 국가간의 자원적, 기술적, 자금의 불균형을 협력과 자원분할로 대응하려는 시도이다. 프로그램들은 장기적인 효과를 위한 기술이전을 중심으로 이루어져있다. 4개의 사업으로 구성되며, 장기적인 비젼의 능력개발의 중요성을 강조하고 있다.
- 지역교육 훈련센터(RETC) 건립(미얀마)[13]

- 교육 및 훈련을 통한 산림분야 역량강화

- 산림훼손지 복원 및 모델림 조성

- 홍보

## 같이 보기
- 국립산림과학원
- 산림조합중앙회
- 한-아세안 산림 협력